# Testépítés
A testépítés célja, hogy különféle gyakorlatok, főképp súlyzós edzés segítségével növelje az izomzatot, valamint hogy népszerűsítse az egészséges életmódot és a fitneszt. Versenysportként a testépítés az izomtömeg definiáltságát, szimmetriáját, esztétikáját hivatott bemutatni művészi módon. Az edzésekhez többek között kézisúlyzókat, súlytárcsákat, különféle rudakat (francia rúd, kétkezes súlyzórúd) és egyéb ellenállásos eszközöket, gépeket használnak. A testépítésben is fontos szerepet kap az étrend, a regenerálódásra szánt pihenőidő, a gyakorlatok szabályos végzése, valamint a kiegészítő mozgásformák, mint az aerob edzés. A legtöbb testépítő táplálékkiegészítőket is fogyaszt, például fehérjeport. A testépítők egy része használ anabolikus szteroidokat az izomépítés és a teljesítmény fokozásához, ezeknek  azonban egészségkárosító mellékhatásai lehetnek.
A testépítés nem csupán a külső megjelenés javítását szolgálhatja, hanem hozzájárulhat az erőnlét növeléséhez, az önfegyelem fejlesztéséhez és a mentális egészség megőrzéséhez is. A sportág kortól és nemtől függetlenül űzhető, és a kezdők számára is elérhető, fokozatosan felépített edzéstervvel. A hobbi szinten végzett testépítés célja sok esetben nem a versenyzés, hanem az egészséges, erős test felépítése és fenntartása.
A testépítés története feltehetően kőemelő versenyekkel kezdődött, melynek sok kultúrában voltak hagyományai. A 19. században erőemberek járták Európát és Amerikát, és súlyemelő mutatványokkal szórakoztatták a közönséget. A 20. század elején kezdtek el komolyabban foglalkozni a test izomzatának kifejezetten látvány szempontjából történő (azaz nem funkcionális) fejlesztésével. A sportágat nagyon sokáig nem vették komolyan, csupán az 1970-es években, az Acélizom című dokumentumdráma megjelenése után kezdett el szélesebb körben terjedni. Ugyancsak az 1970-es években, a feminizmusnak köszönhetően élénkült meg az érdeklődés a női testépítés iránt. A professzionális testépítésben ma a legnagyobb hangsúlyt a minél nagyobb izomtömegre fektetik, ezzel szemben létrejött az úgynevezett „naturál testépítés”, mely a természetes módszerekkel elérhető fizikumot népszerűsíti.
A Testépítők Nemzetközi Szövetsége (IFBB) rendezi a rangos Mr. Olympia-versenyt; a cím megszerzőjét tartják az az évi legjobb professzionális testépítőnek. 1989 óta rendezik meg a szintén elismert Arnold Classic bajnokságot is. A professzionális versenyzők mellett az amatőr testépítők számára is rendeznek világversenyeket, az IFBB saját amatőr versenye mellett létezik még például a National Amateur Body-Builders’ Association (NABBA) által szervezett Mr. és Ms. Universe-verseny is. Magyarországon is több versenyt rendeznek, az IFBB Testépítő és Fitness Magyar Bajnokság mellett a legjelentősebb verseny a Superbody.

## Története

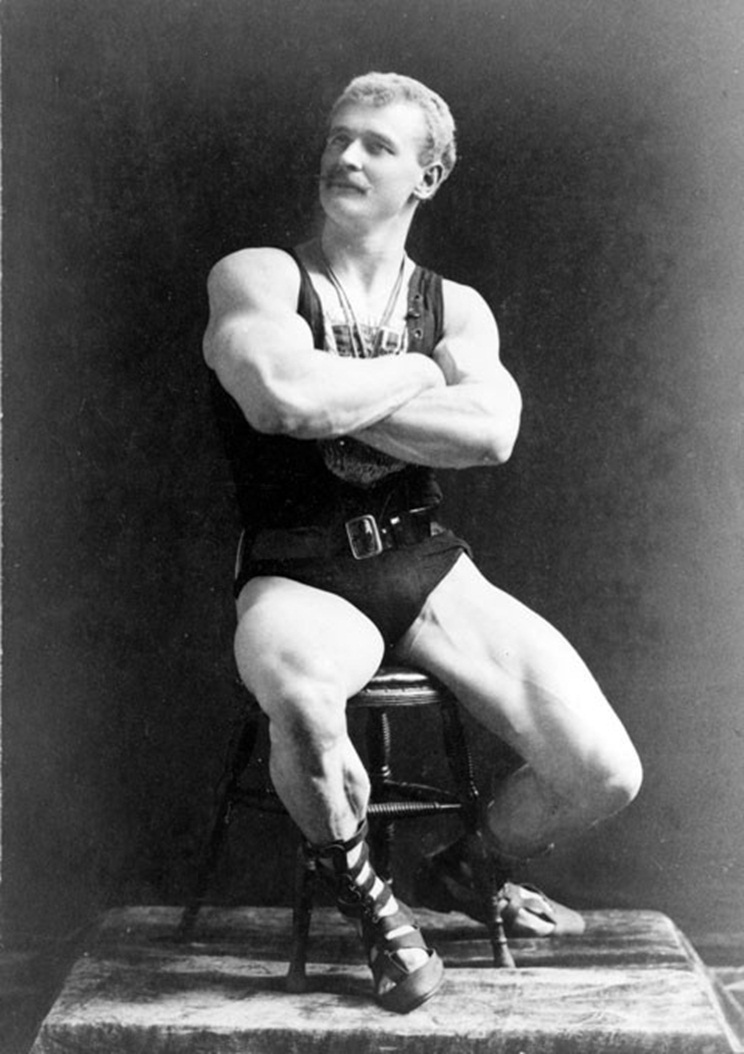
Eugen Sandow, „a modern testépítés atyja”

A testépítés története feltehetően kőemelő versenyekkel kezdődött, melynek sok kultúrában voltak hagyományai, például a skandináv országokban, majd a 19. században vándorcirkuszok részeként erőemberek járták az országokat, akik súlyemelő képességeikkel kápráztatták el a közönséget. Ugyanebben az időben Észak-Amerikában sokkal inkább a testedzés és az egészség kapcsolata került előtérbe, és a kidolgozott görög testideálhoz közelebb álló izomzat elérésére törekedtek. Ezt az ideált testesítette meg a német Eugen Sandow, akit Európában ugyan erőművészként népszerűsítettek, de testalkata, kidolgozott izomzata miatt nem hasonlított a többi erőművészre. A férfi erőművészek mellett megjelentek az erős nők is, bár jóval kisebb számban. A leghíresebb mindannyiuk közül az osztrák Katie Sandwina volt. A YMCA szerint a „bodybuilding” (testépítés) kifejezést 1881-ben a bostoni Robert J. Roberts alkotta meg.
Az első amerikai testépítőversenyt 1903. december 28. és 1904. január 2. között rendezték a Madison Square Gardenben, New Yorkban egy „Testművelő Kiállítás” részeként. Ebben az időszakban Charles Atlas olasz származású testépítő sikeres vállalkozást épített postán rendelhető edzésprogramjával.
Az 1920-as–1930-as években még sokan rosszallóan tekintettek a súlyzós edzésekre, igazi sportnak nem tartották. Az Amatőr Atlétikai Szövetség (AAU) rendezte az első modern testépítő-bajnokságot, 1940-ben a szlovák származású John Grimek nyerte meg, aki súlyemelő volt, eloszlatva a tévhitet, hogy a súlyzózás merevvé teszi az embert. Az első, valóban profi testépítőbajnok Clarence Ross volt, aki 1945-ben lett Mr. America. A sportágat azonban sokáig nem vették komolyan, a testépítőbajnokok neve nem volt közismert. Az évtized végén kezdett valamelyest megváltozni a testépítés megítélése, miután Steve Reeves több versenyt is megnyert, a Muscle Beach egyik legnagyobb sztárja volt és az 1950-es években a filmesek is felfedezték maguknak. Az 1950-es évek átmeneti időszak volt a testépítésben, amikor is a korábbi ismert testépítők visszavonultak, és egy új generáció vette át a helyüket, akik már nem a szimmetrikus testfelépítésre, hanem az úgynevezett „tömegelésre” vagy tömegnövelésre helyezték a hangsúlyt. Köztük volt Reg Park, Arnold Schwarzenegger későbbi mentora is. Az 1960-as években a sportág már nagy népszerűségre tett szert, számos testépítősztár született, úgy mint Larry Scott és Sergio Oliva.

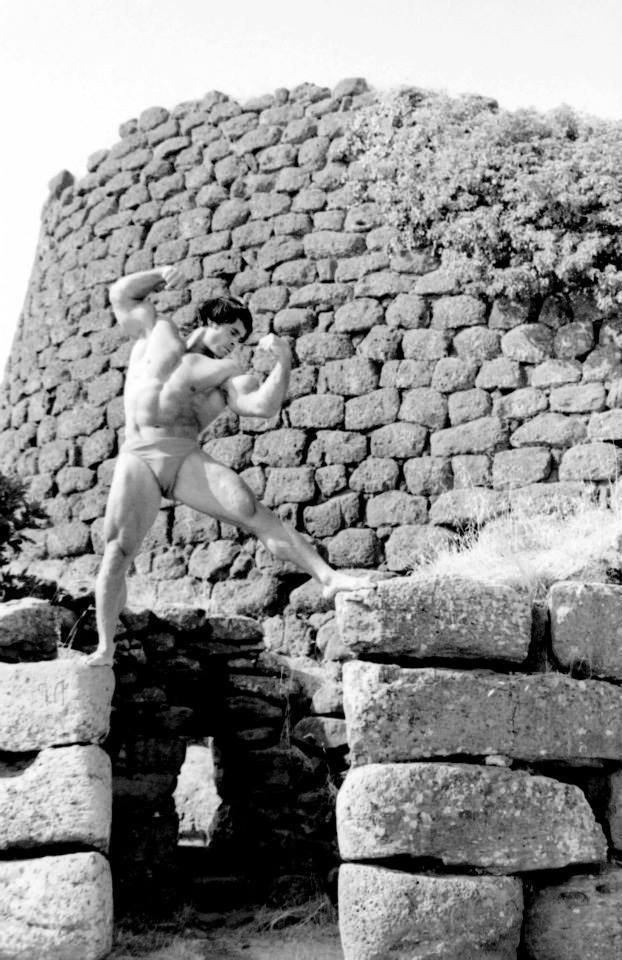
Franco Columbu

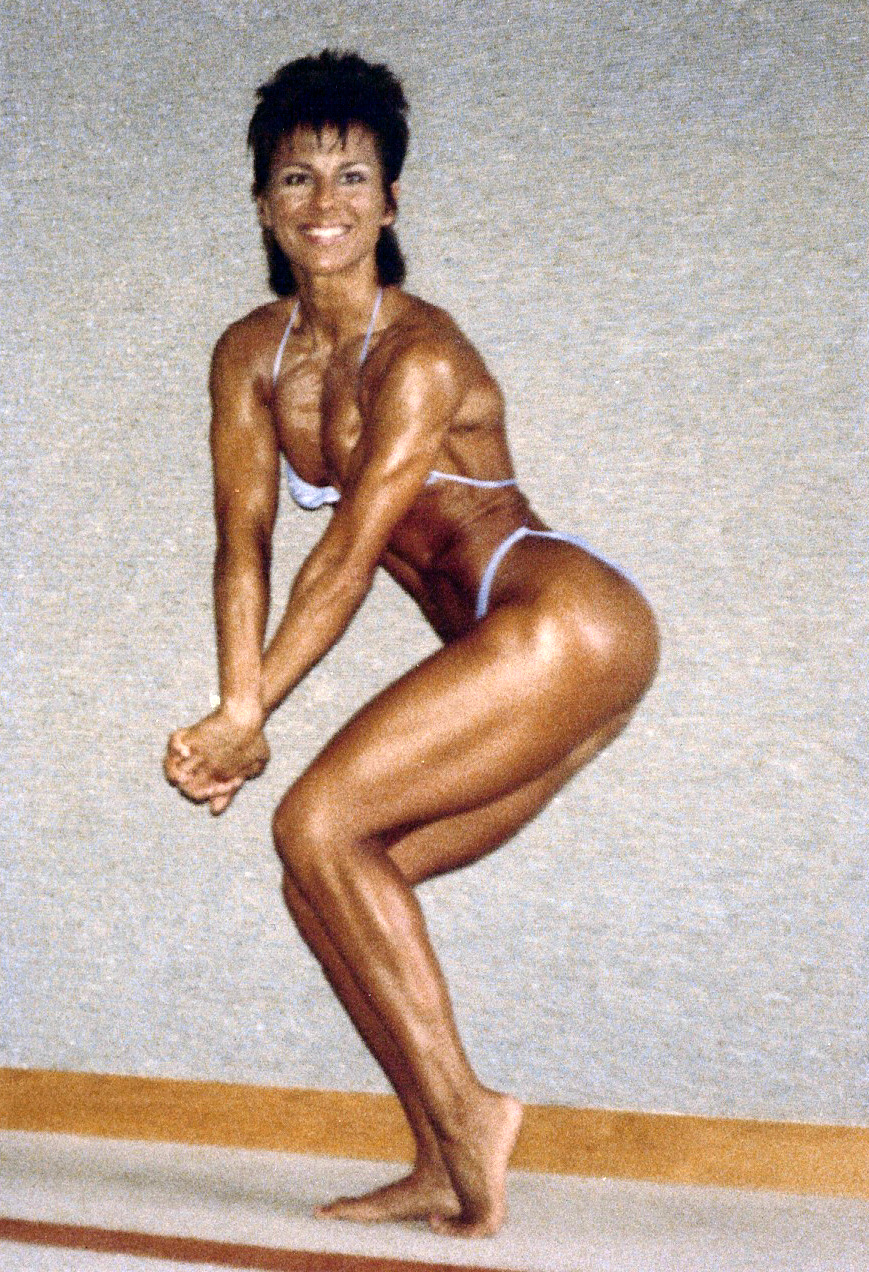
Kathy Segal, az 1987-es Ms. International győztese

Arnold Schwarzenegger, becenevén „az osztrák tölgy” az 1960-as évek végén tűnt fel a nemzetközi versenyeken, kétszer megnyerte az NABBA Mr. Univerzum címét Európában, mielőtt eltökélte, hogy Amerikában is megméretteti magát. Dave Draper, Sergio Oliva, Bill Pearl, Franco Columbu és Frank Zane voltak a legnagyobb ellenfelei a nemzetközi színtéren. Az 1970-es évek elején egyértelműen Schwarzenegger dominálta a sportágat, egymás után hat Mr. Olympia címet szerzett. 1977-ben megjelent az Acélizom (Pumping Iron) című dokumentumdráma, melynek segítségével a testépítés bekerült a köztudatba. Az 1970-es évek a női testépítésben is változást hozott, a feminizmus hatására sokan kezdtek érdeklődni a sport iránt, de ekkor még jobbára szépségversenyszerű megmérettetések zajlottak a hölgyek között.
Az 1980-as években olyan testépítők vitték el a legnagyobb trófeákat, mint a libanoni születésű Samir Bannout, majd Lee Haney, aki megdöntötte Schwarzenegger rekordját és nyolc Mr. Olympia címet gyűjtött be 1984 és 1991 között. Legnagyobb kihívója a kubai származású Lee Labrada volt. A Testépítők Nemzetközi Szövetsége tagállamainak száma az 1980-as években 100 fölé emelkedett, majd az 1990-es években túllépett a 160-on is, még Kína is csatlakozott. A jugoszláv utódállamok csatlakozása után pedig a világ egyik legnagyobb sportszövetségévé vált. Ekkor bontakozott ki jobban a női testépítés is, melynek első elismert úttörője Lisa Lyon volt. Bár női fitneszversenyeket korábban is rendeztek a férfi testépítőversenyek keretében, Lyon volt az első versenyző, aki súlyzós edzéssel készült. Az 1980-as évek domináns női testépítője Corinna Everson volt, aki hatszor nyerte el a Ms. Olympia címet. A nagyobb izomtömegű női versenyzőkre azonban nem tekintett jó szemmel a sportág. 1989-ben elindult az Arnold Classic verseny is, női párjával, a Ms. Internationallel (melynek szervezését átvették az IFBB-től).

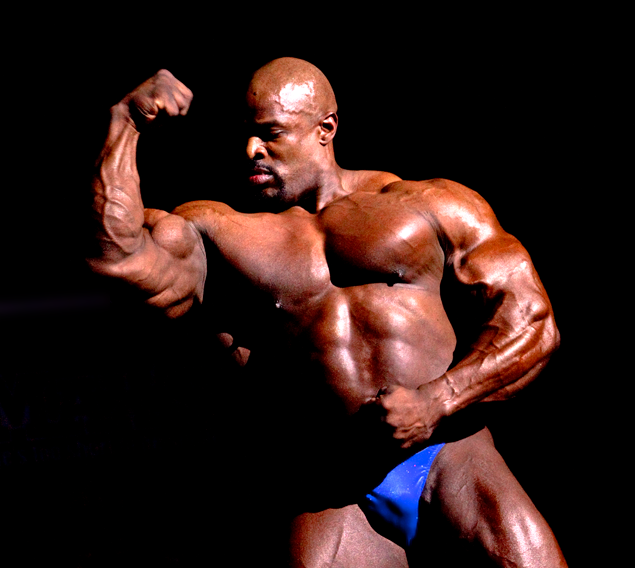
Ronnie Coleman 2009-ben

Az 1990-es évekre a testépítés óriási változáson ment át. Az izomtömeg növelése még nagyobb szerepet kapott, és olyan „monstrumok” lettek a legsikeresebb testépítők, mint a 120 kilogrammos, angol nemzetiségű hatszoros Mr. Olympia, Dorian Yates vagy a szorosan az ő nyomában haladó Flex Wheeler, Shawn Ray, Paul Demayo, Nasser El Sonbaty és Paul Dillett. A testépítők jó része ebben az időben anabolikus szteroidok mellett növekedési hormont és inzulint is használt tömegnöveléshez. A női testépítés terén Corinna Eversontól Lenda Murray vette át a stafétabotot és hatszor lett Ms. Olympia. 1996 és 1999 között a korábbi győzteseknél jóval nagyobb izomtömegű Kim Chizevsky-Nicholls nyerte el a címet.
A 2000-es évek elején folytatódott az izomtömeg még tovább növelése a profi testépítőknél, az évtized elejének domináns testépítője Ronnie Coleman volt, aki 1998 és 2005 között nyolc alkalommal lett Mr. Olympia. Colemant Jay Cutler követte, aki négyszer nyerte el a legrangosabb címet, majd Dexter Jackson, aki a Mr. Olympia mellett ötszörös Arnold Classic-győztes is volt. A 2010-es években Phil Heath nyert legtöbbször, összesen hétszer. 2019-ben Brandon Curry vitte el a Mr. Olympia címet és egyben az az évi Arnold Classicot is megnyerte. A női testépítés legnagyobb 21. századi sztárja Iris Kyle, tíz Ms. Olympia és hét Ms. International címmel.
Magyarországon 1970-ben rendezték az első hivatalos testépítő-bajnokságot, melyet a 173 cm feletti kategóriában Bitter István nyert meg. Kiss Jenő 1996-ban elnyerte az IFBB Mr. Universe (amatőr világbajnoki) címét, Szikszay Gabriella 1991-ben lett amatőr világbajnok, és első magyar nőként jutott ki a Ms. Olympiára, ahol 16. lett.
Magyarországon több testépítőversenyt is rendeznek, az IFBB Testépítő és Fitness Magyar Bajnokság mellett jelentősnek mondható még a Superbody is.

## Edzés
A testépítő edzés progresszív (fokozatosan növekvő terhelésű) súlyzós edzésből áll. A testépítők célzottan edzik egyes izomcsoportjaikat, hogy ott megfelelő növekedést érhessenek el, de nem az a céljuk, hogy minél nagyobb súlyt mozgassanak meg, hanem az, hogy a megedzett izmot minél jobban leterheljék. A súlyzós edzés kategóriáját tekintve az anaerob mozgásformák, azon belül is az anaerob állóképesség-fejlesztő mozgásformák közé tartozik. Éppen ezért a súlyemelőkkel és az erőemelőkkel ellentétben nem az erő megszerzése az edzések célja, hanem az izomtömeg növelése; az erő megszerzése csupán járulékos következménye az edzésnek. A súlyemelők és erőemelők az edzéseik során nagyobb súllyal és kevesebb ismétlésszámmal dolgoznak, míg a testépítők kisebb súllyal és nagyobb ismétlésszámmal.

### Súlyzós edzés

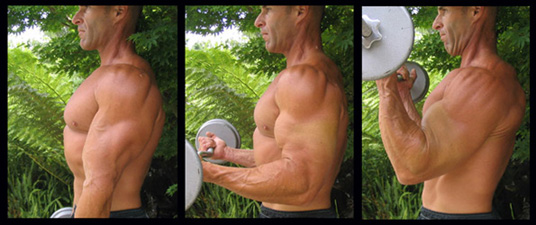
Bicepszgyakorlat franciarúddal

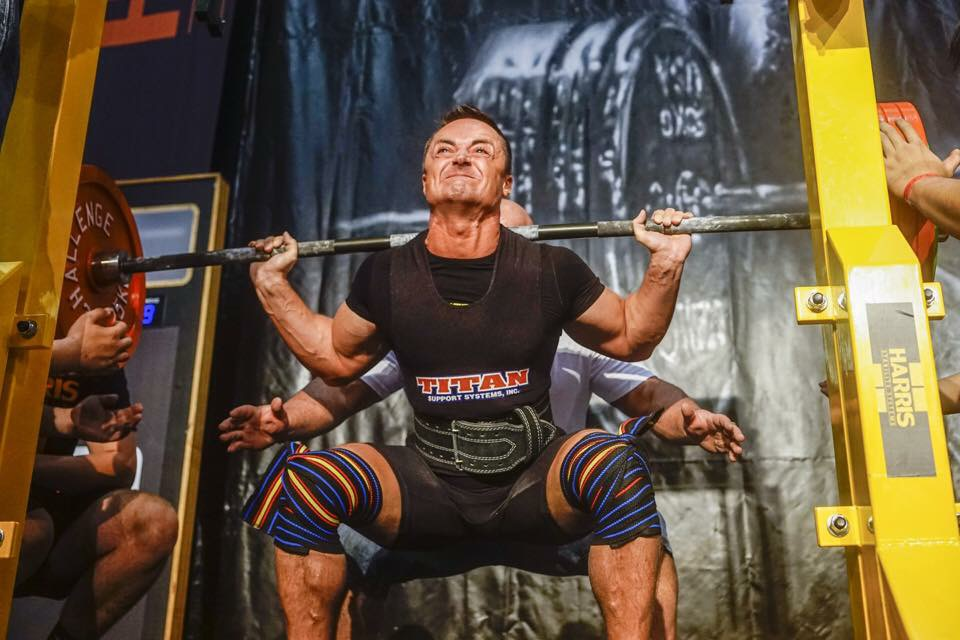
A guggolás az összetett gyakorlatok közé tartozik, mely számos izomcsoportot egyszerre mozgat és terhel, nem csak a láb izmait, de az úgynevezett „core” (hasüreget körülvevő) izmokat és a derék izmait is

A vázizom rostokból épül fel, háromféle izomrostot lehet megkülönböztetni: fehér, vörös és átmeneti rostokat. A különféle edzéstípusok különféle típusú rostokat vesznek igénybe: a lassabban fáradó, lassan összehúzódó vörös rostok a hosszú távú állóképességű sportolóknál dominálnak, ezzel szemben a rövid ideig, gyorsan összehúzódó fehér rostok a nagy izomerőt igénylő tevékenységeknél fontosak. Az izomrosttípusok aránya függ a genetikától is. A súlyzós edzésterhelés közben a glikogénraktárak kiürülnek, valamint aminosavhiány keletkezik. Az edzést követően a tápanyagfelvétel során a nagyobb terhelés hatására az izom több tápanyagot vesz fel, ami hozzájárul az izomrostok növekedéséhez. A terhelésnek és az intenzitásnak így folyamatosan nőnie kell ahhoz, hogy az izom tovább tudjon növekedni.
Az anaerob mozgás során a test a szükséges energia termelését oxigén jelenléte nélkül kénytelen megoldani, a rendelkezésre álló forrásokból állítja elő az izom összehúzódásához szükséges ATP-molekulákat és kreatin-foszfátot. A rendelkezésre álló ATP-készlet véges, az izmok glikogénraktára 35-40 perc alatt ürül ki, ezt követően a szervezet szénhidrátok lebontásával tudja fedezni a szükségletet.
Az anaerob edzés során tejsav keletkezik, majd amikor az intenzitás csökken, a tejsav egy részéből piruvát keletkezik, amiből oxigén segítségével ATP-molekulák jönnek létre. Másrészt a tejsav az erek segítségével eljuthat a májba is, ahol glükóz képződik belőle, amiből szintézissel glikogén jön létre, mely beépül az izomzatba. A túlságosan intenzív edzés során a tejsav felhalmozódhat a sejtekben, ami csökkentheti az összehúzódás erejét és kifáradást okozhat.
Edzettségi szinttől függően a testépítők heti egyszer vagy kétszer edzenek azonos izomcsoportokat. Az edzésprogramok eszerint vannak elosztva. Hetente 3-4-5, versenyzői szinten 6 napot edzenek úgy, hogy napi 1-2-3 izomcsoportot mozgatnak meg, az edzés általában 45–90 perc időtartamú. Az edzés tervezésekor figyelembe veszik a regenerálódáshoz szükséges időt is. A kezdők számára a fokozatosság elve szerint heti három, kisebb súllyal végzett edzés ajánlott, 4-8 héten át, ezt követően lehet emelni a terhelést és az intenzitást. A testépítők nem azzal a súllyal dolgoznak, amelyet maximálisan – azaz egyszer – képesek lennének megemelni, hanem ennek csupán a 70–75%-ával, ami azt jelenti, hogy a felsőtest izmai esetében 8–12, a láb izmai esetén pedig 12–16 ismétlésre képesek. Az egyes gyakorlatokat a testépítők általában fáradásig vagy „bukásig” ismétlik, azaz addig, amíg már nem tudnak egy ismétlést teljesen véghezvinni. Az edzésterv összeállításánál általában ügyelnek arra, hogy egy adott edzésnapon egymáshoz közel lévő izmokat terheljenek, például melledzés közben a vállizmok is dolgozzanak, és ezt az izomcsoportot a következő edzésen pihentetik. A sorozatok között is tartanak fél-egy perces pihenőket, attól függően, mennyi egyéni időre van szüksége az adott izomnak a pihenésre.
A nagyobb, összetettebb izmoknál (mint a hát vagy a comb izmai), összetett és izolációs gyakorlatokra is szükség van, több gyakorlatsorozattal, míg a kisebb izmoknál, mint amilyen a bicepsz vagy a tricepsz, kevesebb sorozat is elegendő. Néhány kivételtől eltekintve a testépítők a legnagyobb mozgástartományban igyekeznek megdolgoztatni az adott izmot vagy izomcsoportot.

### Aerob edzés

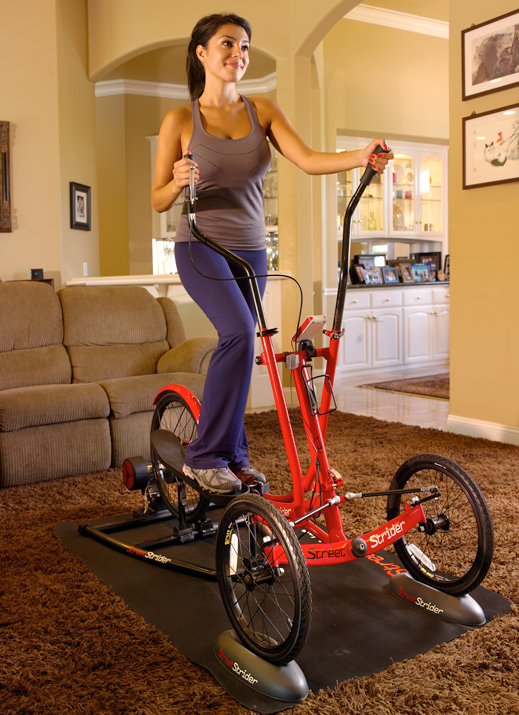
Kültéren és beltéren is használható ellipszistréner

Az aerob edzés – vagy hétköznapi nevén „kardió” – olyan mozgásforma, mely intenzitásától függően változó energiafelhasználással jár. A testépítő-közösségben nincs egyetértés azzal kapcsolatosan, hogy az aerob edzések mely formája a leghasznosabb a testépítésben. Tradicionálisan a testépítők általában az alacsony intenzitású aerob edzést választják a magas intenzitásúval szemben, mert úgy vélik, a nagyobb intenzitású mozgás, mint például a sprintfutás vagy az intervallumedzés (HIIT) során a szervezet a könnyebben és gyorsabban hasznosítható energiaraktárakhoz nyúl hozzá, vagyis az izomból használ fel, nem pedig a zsírraktárakból. A kisebb intenzitású kardióedzések, mint például a gyaloglás, az ellipszistréner, a biciklizés, az úszás, illetve edzett, jó állóképességű egyének esetén akár a futás is, pedig lehetőséget hagy a szervezetnek, hogy a zsír lebontásával jusson energiához, mert nem kell hirtelen izommunkát támogatnia. Az alacsony intenzitású aerob edzés esetén a pulzusszámot 130 alatt kell tartani. Ezzel szemben manapság már több testépítőedző is javasolja egyes típusú intervallumedzések beépítését, feltéve, hogy a szervezet glikogénraktárai megfelelően feltöltöttek és elegendő idő van a regenerálódásra az intervallumedzés és a súlyzós edzés között. Így tulajdonképpen az izomépítés szempontjából egyéni preferencia kérdése, hogy alacsony vagy magas intenzitású kardióedzéssel egészítik ki az edzésprogramot.

### Pihenés és túledzettség
Az izomnövekedés eléréséhez fontos tényező a megfelelő hosszúságú és minőségű pihenés, illetve alvás, mely lehetőséget nyújt az izmok regenerációjához. Ha valaki túl gyakran edz, nem hagy időt az izomnak a regenerációhoz, akkor túledzettségről beszélünk. Az edzés során az energiatermelő folyamatok melléktermékeket hoznak létre, ilyen a tejsav is. Időre van szükség ahhoz, hogy a szervezet a salakanyagokat eltakarítsa és a glikogénraktárakat újratöltse, de maguknak az izomrostoknak is idő kell ahhoz, hogy alkalmazkodjanak a megnövelt terheléshez, azaz hogy növekedjenek. Amennyiben túledzettség áll fenn, az izomnövekedés lelassul. Egy-egy izomcsoportnak más-más hosszúságú idő kell a regenerálódáshoz, a bicepsz regenerálódik a leggyorsabban, a derék izmai a leglassabban. A legtöbb izomnak 48 óra elegendő pihenőidő. A rendszeresen edzett, progresszívan terhelt izmok idővel gyorsabban regenerálódnak, így jobban terhelhetőek. Az edzés utáni pihentetés mellett fontos szerepet kap az elvégzett sorozatok közötti pihenőidő is, mely 1-3 perc. Az ennél kevesebb pihenőidő esetén nem tudnak eléggé magukhoz térni az izmok a sorozat hatékony folytatásához, túlzott pihentetés esetén azonban lelassul a pulzus, kihűlnek az izmok és ezáltal lecsökken az edzés intenzitása. Vannak testépítők, akik izomdiszmorfiában szenvednek, úgy érzik, nem elég nagyok, akármennyit edzenek, ezért a túlságosan gyakori és túl intenzív edzések hatására túledzettség alakulhat ki náluk.

## Felszerelés

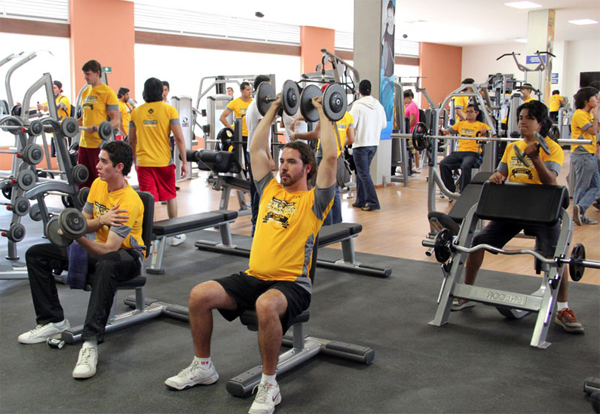
Edzőterem különféle padokkal, kézisúlyzókkal és súlyzórudakkal

Általánosan elmondható, hogy a testépítést jobbára edzőteremben végzik. Ennek gyakorlati oka van, mivel a legtöbb sportoló akár anyagi okokból, akár helyhiány miatt nem tud teljes felszereltségű otthoni edzőtermet kialakítani. A legtöbbjüknek ugyanakkor van valamilyen súlyzókészlete vagy edzőgépe otthon is, a teremben végzett edzések kiegészítésére, vagy ha valamilyen okból egyszer-egyszer nem tudnak eljutni edzőterembe. Az edzőtermekben nem csak széles körűen elérhetőek a különféle felszerelések, de szocializálódni is könnyebb, tanácsot kérni más testépítőktől, illetve motivációt nyújtó edzőpartnert vagy egyes gyakorlatokhoz úgynevezett spottert találni is könnyebb. Többféle edzőterem létezik, az általános fitnesztermektől a kifejezetten testépítők, erőemelők számára tervezett „hardcore” termekig, de léteznek konditermek a szabadban is (ezek használata szezonális, időjárásfüggő).

### Súlyzók és edzőgépek

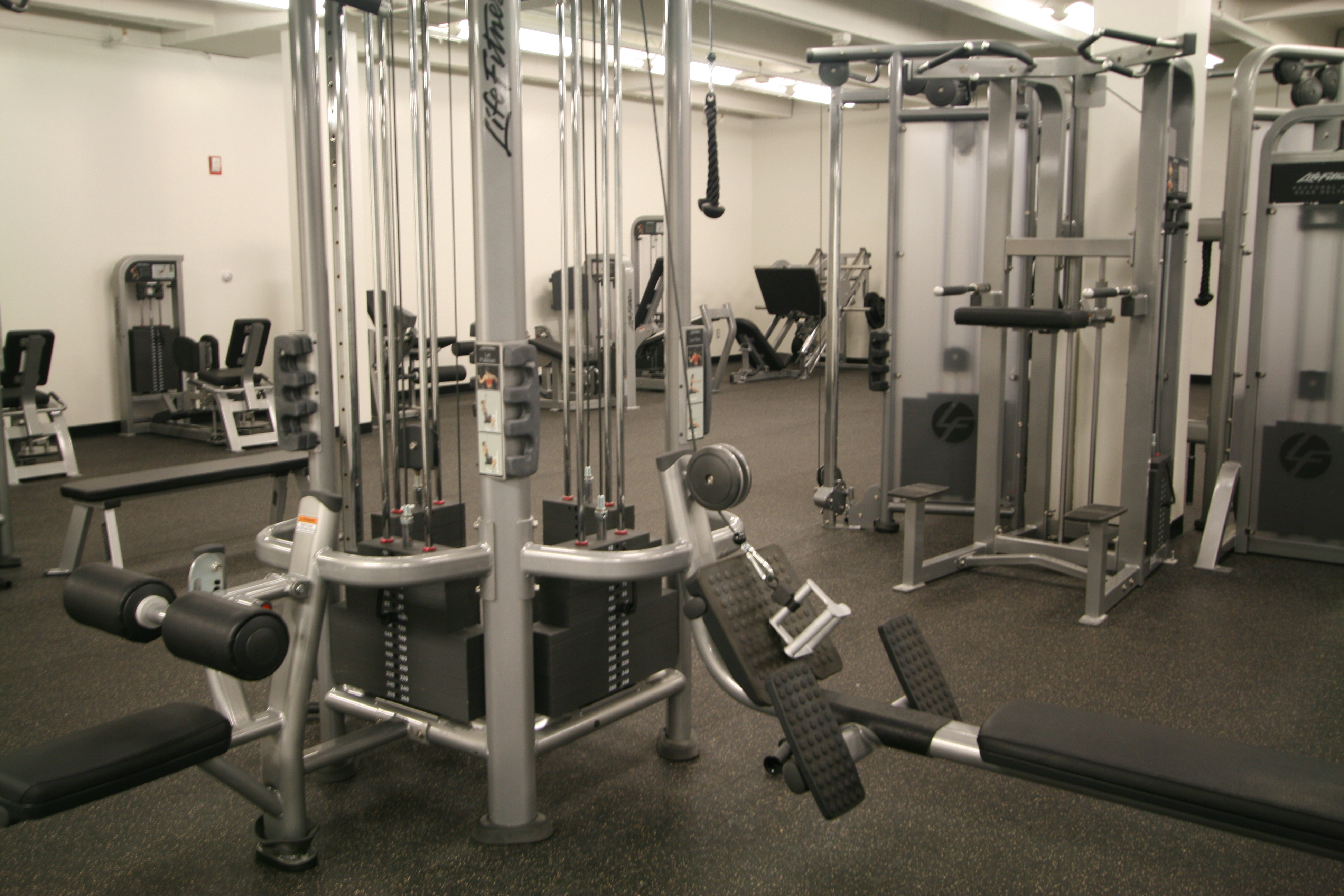
Többfunkciós edzőtorony (középen) csatlakozó evezőpaddal; a kép hátsó részén húzódzkodó- és tolódzkodókeret

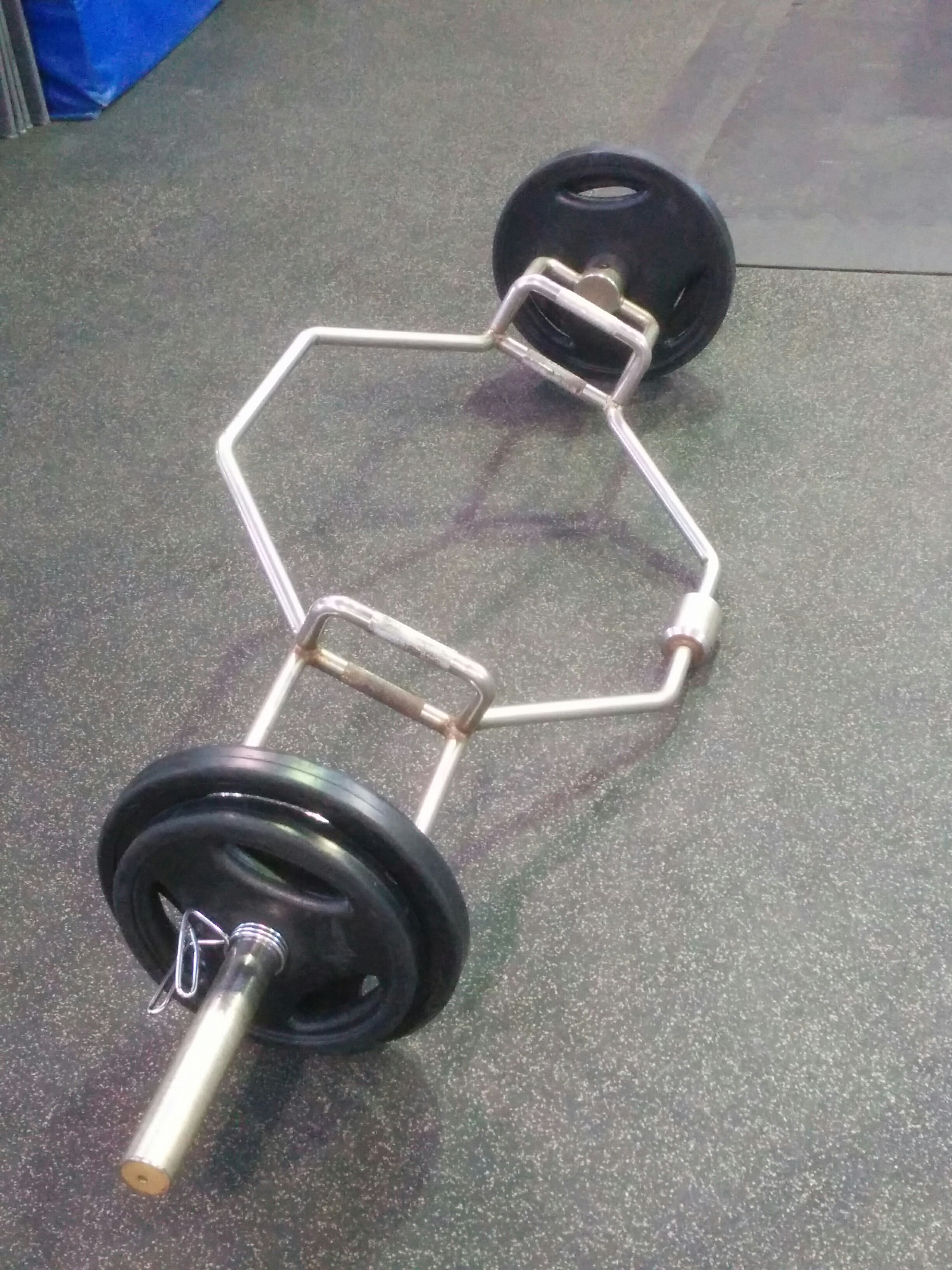
Hatszögletű súlyzórúd (trap bar)

A Smith-keret többfunkciós, guggolás mellett például állig húzáshoz is használható

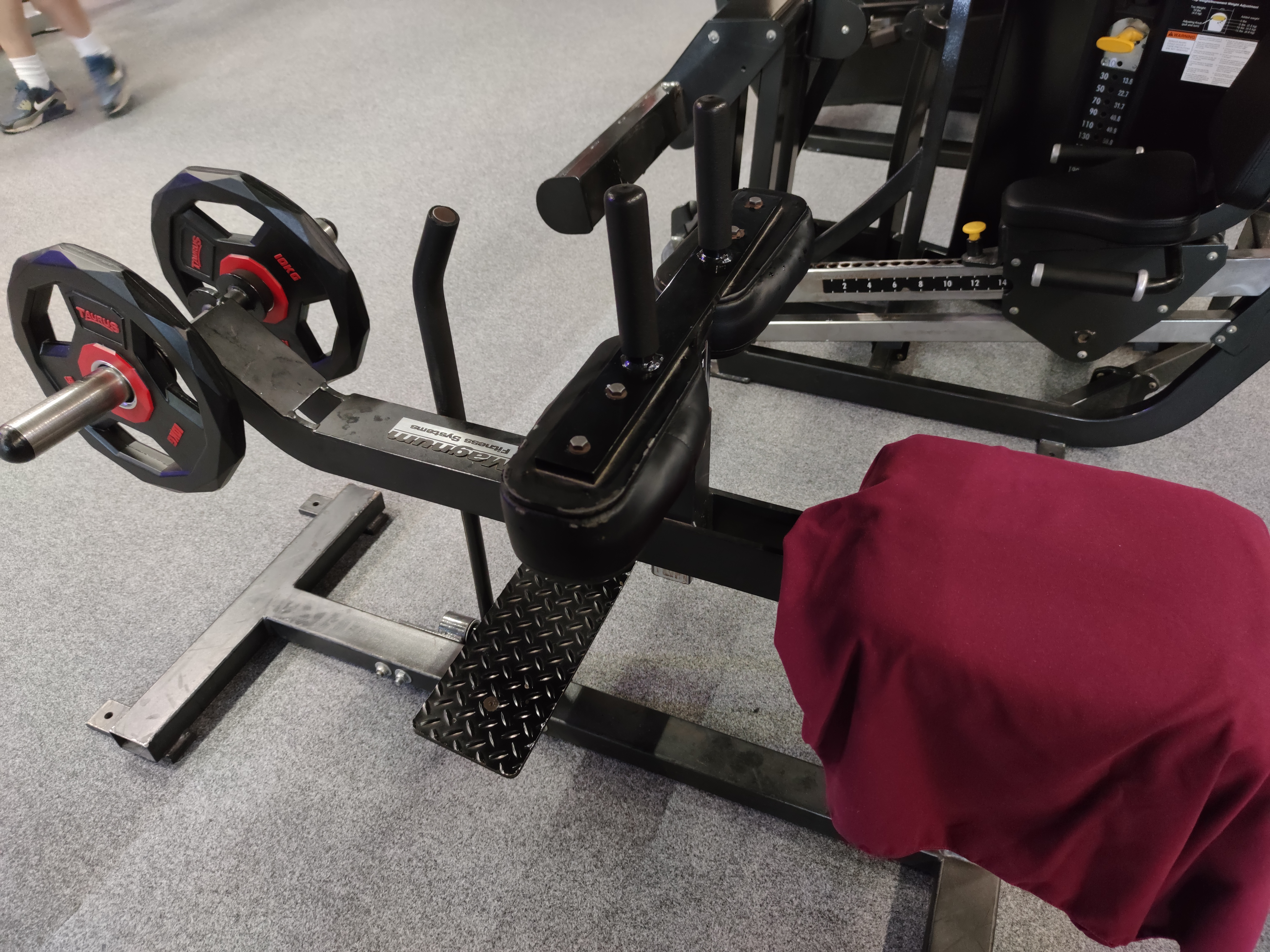
Vádligép

A testépítéshez leginkább használt felszerelések közé tartoznak az úgynevezett szabadsúlyok, mint a kézisúlyzók, a különféle súlyzórudak, melyekre súlytárcsák kerülnek, valamint a gömbsúlyzók. Ezen felül használnak egy- vagy többfunkciós edzőgépeket is.
A teljesség igénye nélkül a testépítők által használt felszerelések az alábbiak.
Szabadsúlyok
- kézisúlyzó;
- egyenes súlyzórúd;
- franciarúd;
- súlytárcsa;
- gömbsúlyzó (kettlebell).

Padok
- szabadsúlyos Scott-pad (bicepsz, tricepsz);
- fekvenyomópad;
- egyenes pad;
- dönthető pad;
- negatív pad;
- ülőpad;
- haspad;
- hipernyújtó-hajlító pad;
- evezőpad.

Keretek
- húzódzkodókeret;
- tolódzkodókeret;
- guggolókeret;
- Smith-erőkeret;
- Sissy-guggolóállvány.

Edzőgépek
- rögzített súlyos Scott-gép (bicepsz);
- lapsúlyos, csigás kábeltorony (többfunkciós);
- tárcsa- vagy lapsúlyos kombinált gépek (többfunkciós, felsőtestedzéshez);
- tárogatógép;
- lábtológép;
- tárcsás vagy lapsúlyos vádligép;
- combfeszítő gép;
- combhajlító gép;
- combközelítő és -távolító gép.

Kardiógépek
- futópad;
- lépcsőzőgép;
- elliptikus tréner;
- szobakerékpár.

### Kiegészítők
Az edzőtermekben elérhető általános súlyzókon, rudakon, tárcsákon, illetve a különféle gépeken túl a testépítők kiegészítő felszereléseket is használhatnak. Arnold Schwarzenegger fontosnak tartja a jó edzőcipőt, ami megtámasztja a lábboltozatot, a bokát és nem ruganyos talpú, mint a futócipők. Robert Kennedy enciklopédiája szerint a legolcsóbb tornacipő is jó lehet, ha tartja a bokát, ami fontos a nagy súllyal való guggolásnál és a lábtoló használatánál. A bőrkeményedések megelőzése érdekében a testépítők egy része speciális kesztyűt használ a nehéz súlyok emelésénél. Mások gumi- vagy szivacsdarabbal helyettesítik a kesztyűt; nem csak a bőrkeményedések, de az izzadtság miatt előforduló csúszás miatt is. Általánosan véve a kesztyű használata akkor javasolt, ha valamiért zavarja a sportolót a bőrkeményedés kialakulása, a puszta kezes emelés ugyanis javít a fogáson, markolási technikán. Vannak testépítők, akik hevedert (gurtnit) használnak a nagyobb súlyok emelésekor, amitől biztosabb lesz a fogásuk és nagyobb súlyt tudnak emelni. Schwarzenegger és Kennedy szerint a gurtni gátolja a szorítóerő fejlődését, Schwarzenegger nem javasolja a használatát. Ugyanakkor a builder.hu szerint egyes izmok edzéséhez segítség lehet a heveder, mert „kikapcsolhat” más izomcsoportokat, így koncentráltabbá teheti például a hátizmok edzését. A testépítők körében is elterjedt a súlyemelőövek használata. A súlyemelőöv feladata, hogy nagy súlyok mozgatásakor tartsa a derekat, stabilizálja a felsőtestet.

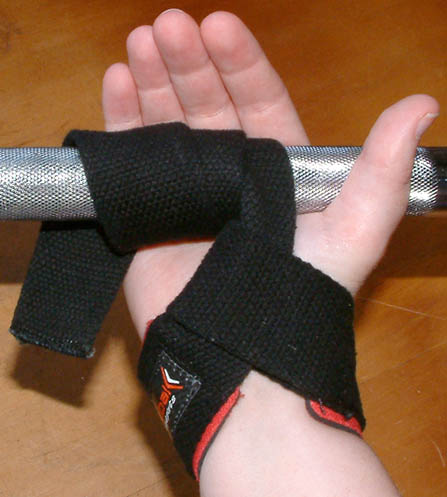
Gurtni
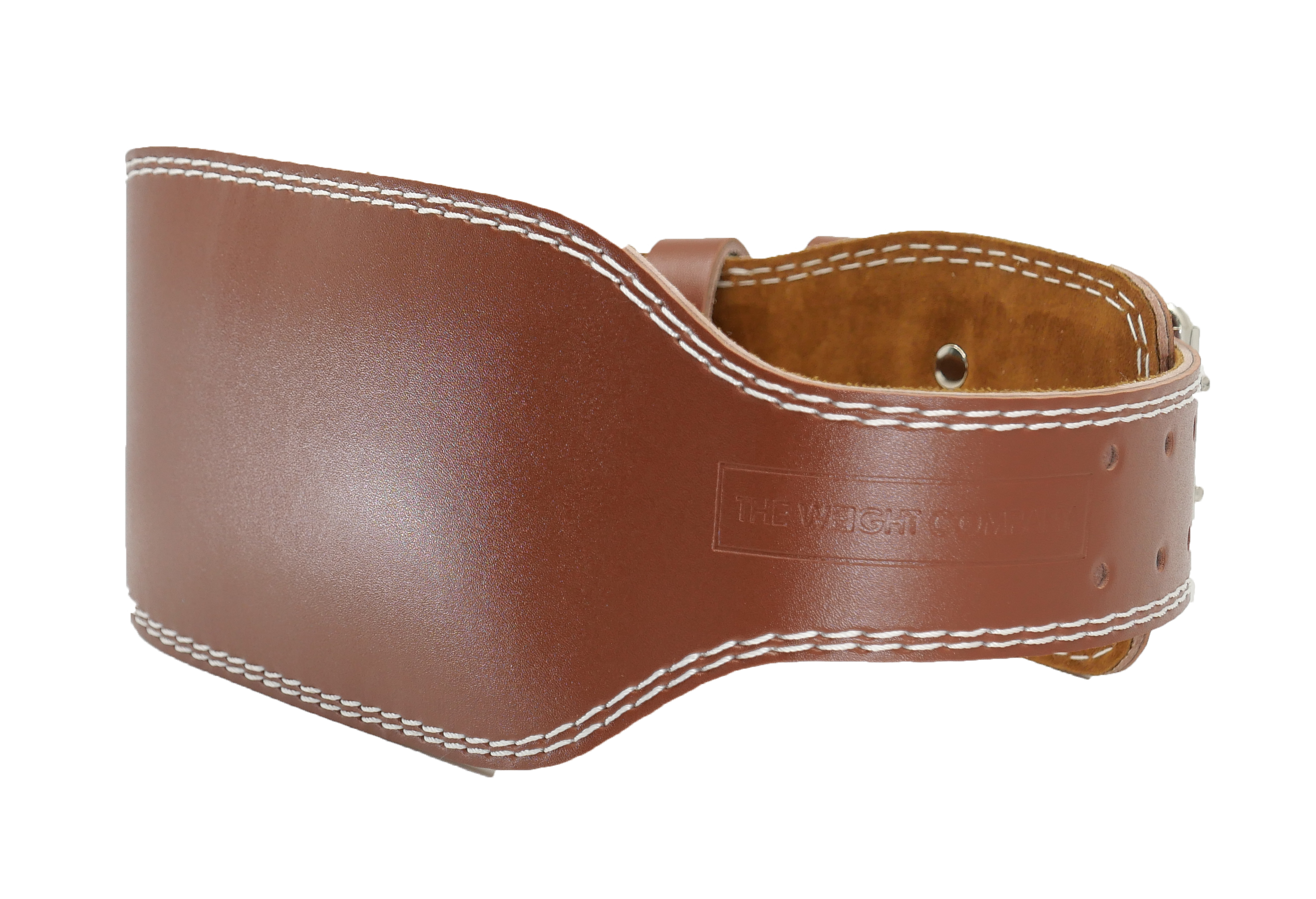
Súlyemelőöv
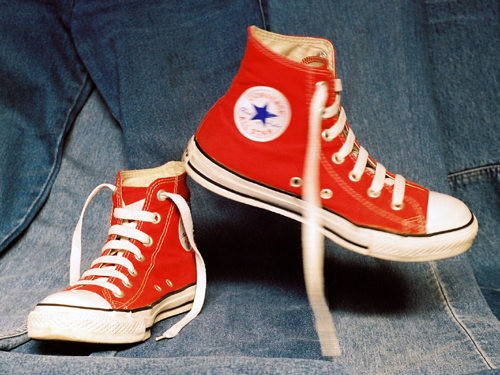
Tornacipő

## Táplálkozás

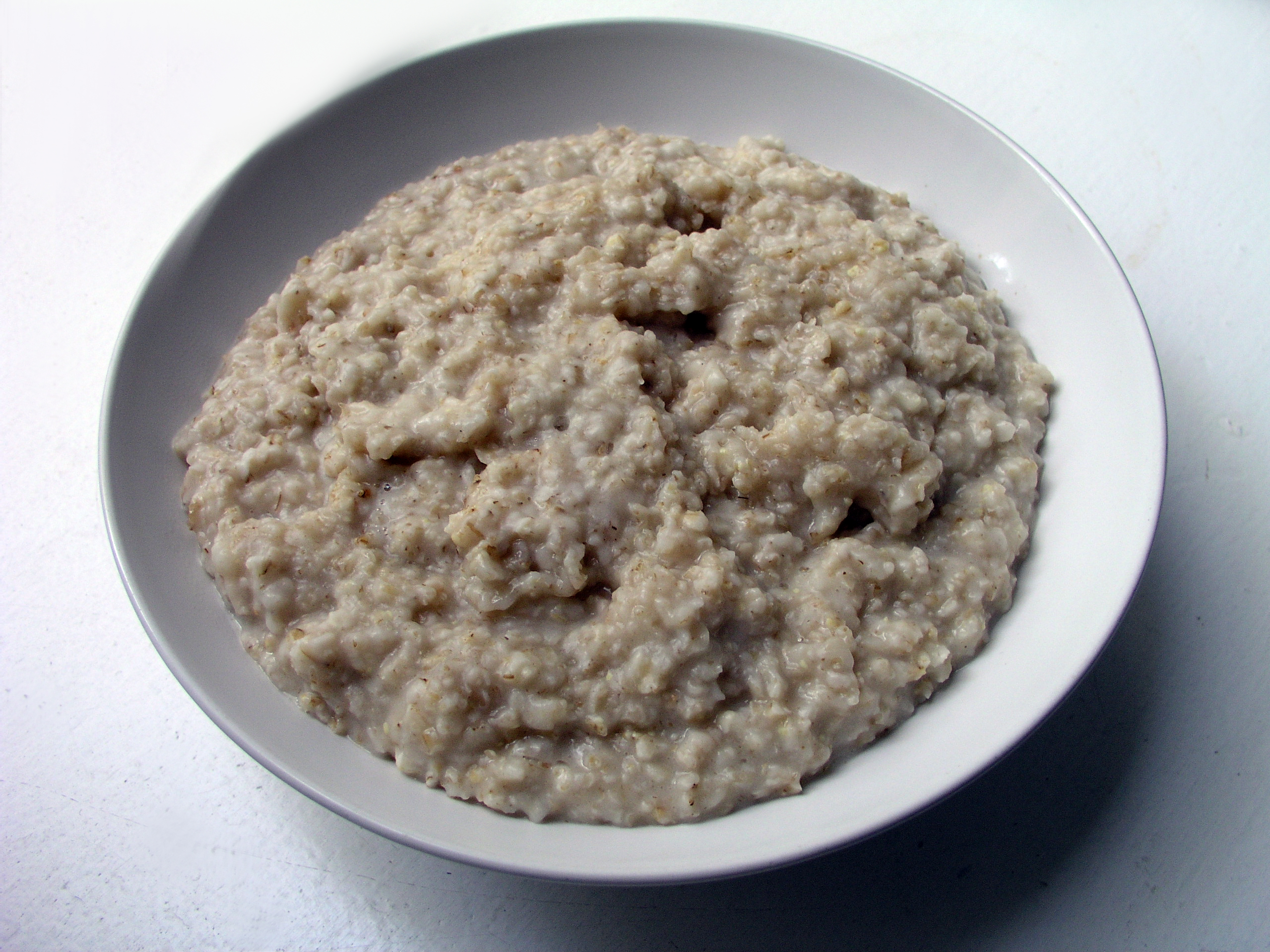
A testépítők kedvenc reggelije, a zabkása, legtöbbször fehérjeporral dúsítva

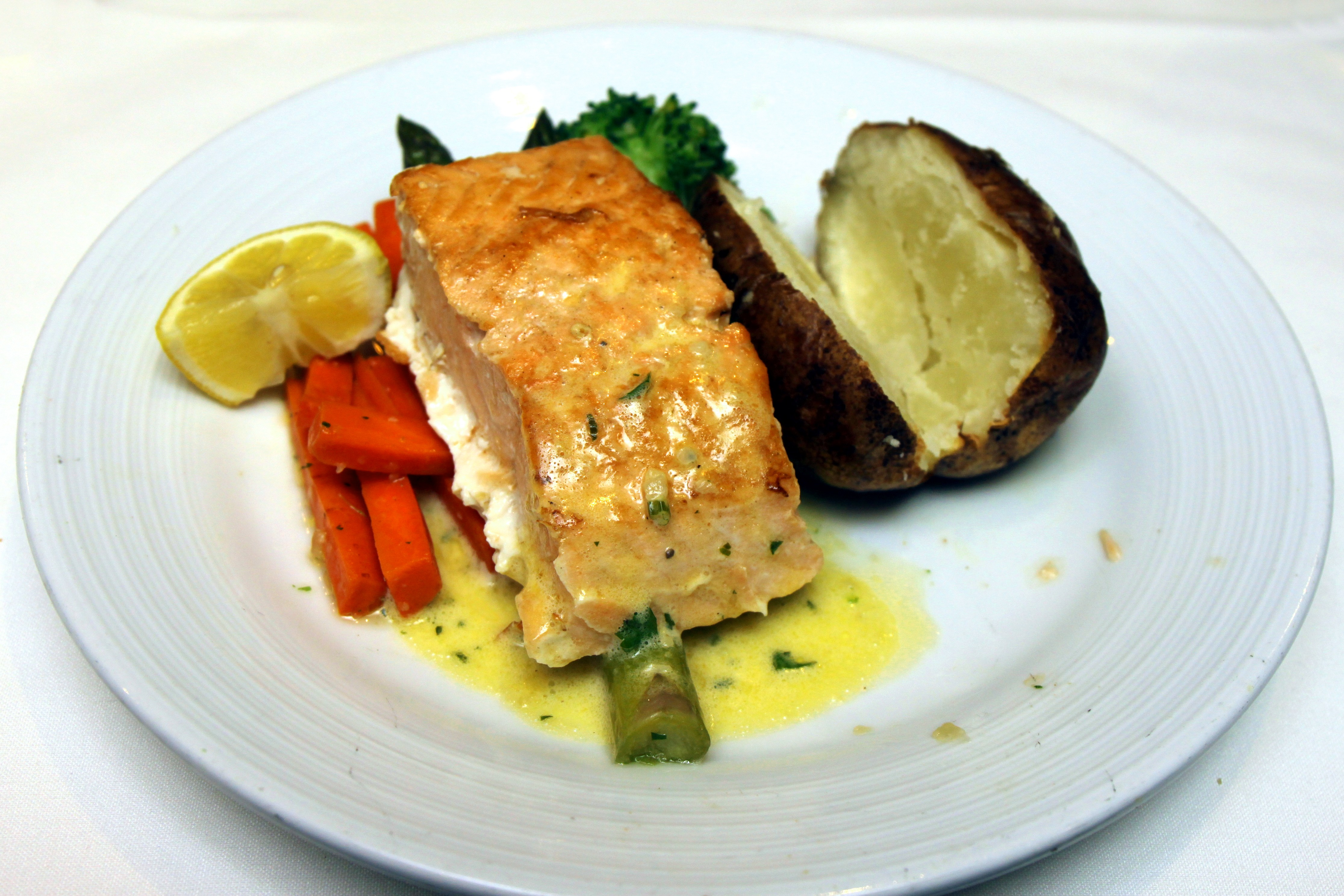
Grillezett lazac, ideális omega-3- és fehérjeforrás

A megfelelő táplálkozás a testépítés egyik alappillére. A testépítők, akárcsak más sportolók, speciális étrendet követnek ahhoz, hogy céljaikat elérjék. Az izomtömeg növelése érdekében az átlagemberhez képest nagyobb kalóriamennyiséget fogyasztanak, illetve nagyobb a fehérjeszükségletük. A fehérje elengedhetetlen az edzés közben lebontott mennyiség pótlásához, a regenerálódáshoz és az izmok növekedéséhez. Megoszlanak a vélemények arról, hogy mennyi fehérjére van szüksége egy testépítőnek. A Pécsi Tudományegyetem egészségtudományi karának szakemberei szerint testtömeg-kilogrammonként 2–2,5 gramm fehérjét kell bevinniük, és az optimálisnál több fehérje fogyasztása nem jelent nagyobb izomnövekedést. Más források 1 és 4 gramm közé teszik a testtömeg-kilogrammonkénti mennyiséget. Az alacsony zsírtartalmú, magas fehérjetartalmú ételek fogyasztása ajánlott, úgymint a sovány húsok (csirkemell, pulykamell, marhahús, halak), a sovány túró és a tojás, utóbbiból is inkább a fehérje része. Hagyományosan testépítőkörökben úgy vélik, az állati eredetű fehérje jobb minőségű, felszívódású mint a növényi eredetű, vannak azonban tanulmányok, melyek erre nem találtak bizonyítékot. Léteznek vegán étrendet követő testépítők.
A szénhidrátok az energiaképzésben és a glikogénraktárak feltöltésében játszanak fontos szerepet. A testépítők szénhidrát-szükséglete is nagyobb, mint az átlagembereké. Nem csak a szénhidrát mennyisége, de típusa és időzítése is lényeges. Céloktól és testtípustól függően a szükséglet testtömeg-kilogrammonként 6–13 gramm is lehet. Egyszerű és komplex szénhidrátokra egyaránt szüksége van a szervezetnek. A magas glikémiás indexű ételek (például burgonya, egyszerű cukrok) edzés előtt egy órával való fogyasztása növelheti az állóképességet és csökkentheti a fáradást. Egy óránál tovább tartó, magas intenzitású edzések esetén az alacsonyabb glikémiás indexű, elnyújtott felszívódású szénhidrátok (például teljes kiőrlésű gabonafélékből készült termékek, zabpehely) fogyasztása előnyösebb. Az edzések után a glikogénraktárak újratöltéséhez is javasolt szénhidrátot fogyasztani. A hízékony (endomorf) alkatú egyéneknek ajánlott alacsonyabban tartani a szénhidrát mennyiségét.
A zsírok ugyancsak fontos szerepet játszanak, hiszen az egészséges hormontermeléshez, a termékenységhez, a csontsűrűség megtartásához és a zsírban oldódó vitaminokhoz is elengedhetetlenek. A sportolók igyekeznek a lehető legkisebb, még egészséges mértékű testzsírszázalékot elérni. A testépítőknél leginkább versenyzéskor számít az alacsony testzsírszázalék, mivel minél kevesebb zsír fedi az izmokat, minél „szárazabbak”, annál jobban látszanak, annál definiáltabbak. Ezt sokszor vízhajtókkal érik el, ami hosszú távon veszélyes is lehet. A zsírbevitel a teljes kalóriabevitel 25-30%-a szokott lenni. A jó minőségű zsírsavak fogyasztása a testépítésnél is hasznos, főképp omega-3- és omega-6 zsírsavakat tartalmazó ételek, étrend-kiegészítők fogyasztása javasolt. Természetes források például a tengeri halak, az olajos magvak és a lenmagolaj.
A táplálkozás mellett rendkívül fontos a vízháztartás egyensúlyban tartása is. A sportolóknak több vizet kell inniuk, hogy a sportolás közben elvesztett mennyiséget pótolni tudják. Az edzéseket is érdemes úgy kezdeniük, hogy előtte már hidratálták a szervezetüket. Edzés közben és után is fontos rendszeresen inni, és nem szabad megvárni, amíg szomjúságérzet jelentkezik. Nagyon intenzív edzések után 6-8% szénhidráttartalmú, szénsavmentes sportitalokat is lehet fogyasztani. Meleg időben sportoláskor még több folyadékra van szükség, és só fogyasztása segíthet megtartani a vizet edzés közben. Az alkoholfogyasztás viszont rontja az állóképességet, az erőkifejtést, a koncentrációt és növeli a sérülések veszélyét.

### Táplálékkiegészítők

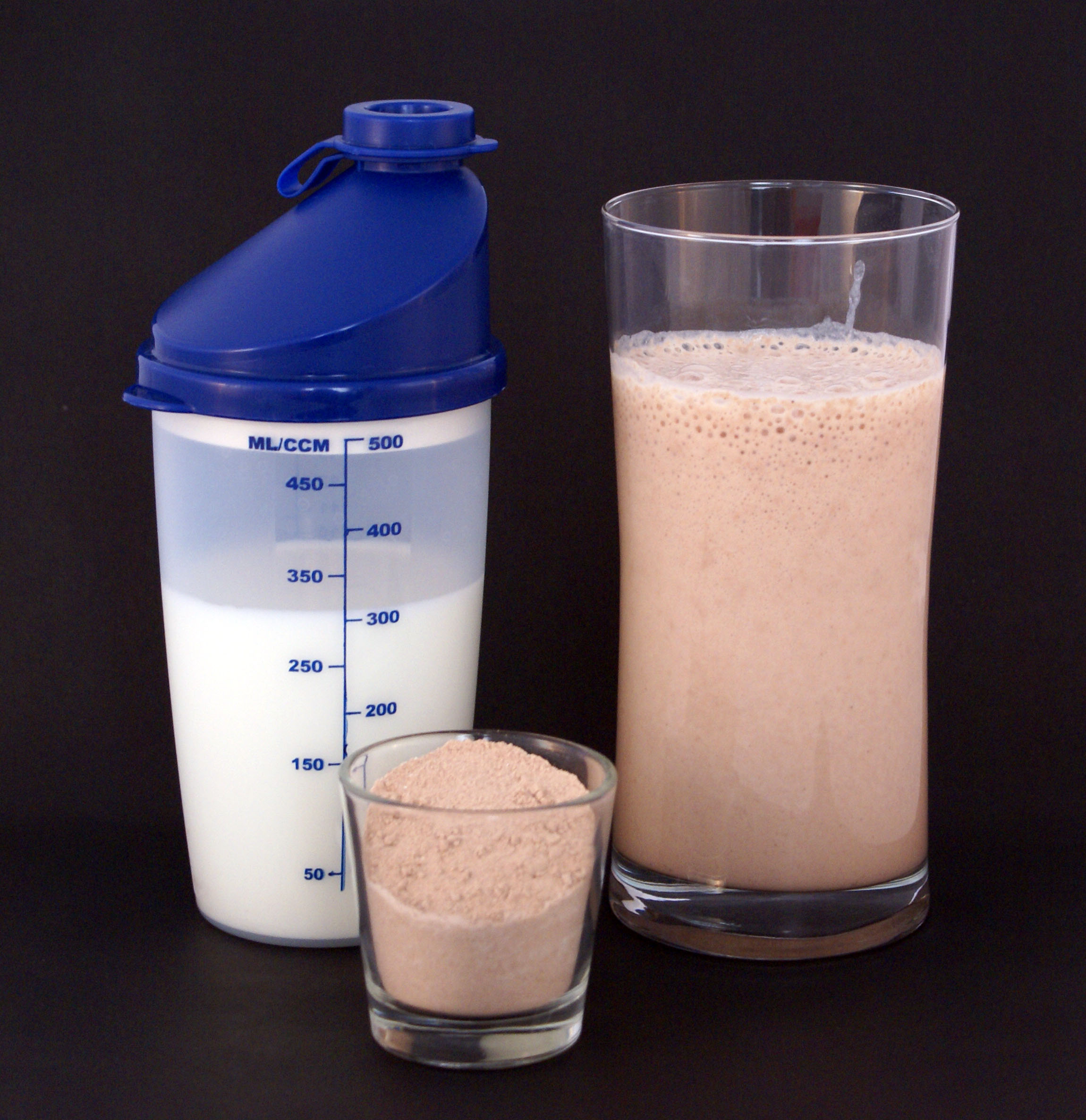
Fehérjeturmix fehérjeporból

A testépítők, más sportolókhoz hasonlóan táplálékkiegészítőkkel egészítik ki az étrendjüket a megnövekedett szükségleteik miatt. Ilyenek például a fehérjeporok, fehérjeszeletek, különféle teljesítményfokozó szerek (edzés előtti formulák), aminosavak, mint a BCAA vagy a glutamin, az edzés utáni formulák vagy a zsírégetők. Táplálékkiegészítő formájában pótolnak vitaminokat és ásványi anyagokat is.

#### Vitaminok és ásványi anyagok
A vitaminszükségletet meghatározza a sportoló neme, testmérete, de az is, hogy állóképességi vagy erősportágat űz-e; a sportolók vitaminszükséglete magasabb, mint egy átlagemberé. A vitaminokat úgynevezett elővitaminokkal is lehet pótolni, melyek a szervezetben alakulnak át vitaminná. Az E-vitamin pótlása gyakori sportolók esetében, mert általa megakadályozható az izomzat túlfáradása, így megelőzhető a túledzettség, de a szelénhiány kivédésében is szerepet játszik. Az aszkorbinsav- (C-vitamin-) igénye is nagyobb a testépítőknek, és fehérjedús táplálkozásuk miatt a B6-vitamint is pótolniuk kell. Hozzá kell tenni, hogy a legjobb vitaminforrások az élelmiszerek, azonban hiány esetén táplálékkiegészítők formájában is bevihetőek ezek a vitaminok.
A vitaminok mellett az ásványi anyagok szerepe is jelentős, ugyanakkor vigyázni kell a bevitt mennyiséggel is, mert a túlzott bevitel káros lehet. Tanulmányok igazolják, hogy a rendszeresen sportoló nők kalcium- (és ezzel együtt D-vitamin-) igénye megnő, a magas intenzitású testedzés ugyanis növeli a kalciumkiválasztást. Általában véve a sportolók napi szükséglete 2–3 gramm, foszforszükséglete pedig 3–4 gramm. Lényeges a megfelelő sópótlás is, valamint a magnézium, aminek napi szükséglete sportolók esetében 0,4–0,8 gramm. Sportolónőknél a vasszükséglet napi 25–33 mg, férfiak esetében pedig 18–25 mg. A legtöbb női sportoló nem fogyaszt elegendő olyan táplálékot (például vörös húst), amely fedezné ezt a szükségletet, a vashiány pedig teljesítményromlást, magas légzésszámot, szédülést okozhat. A vas felszívódását segíti a C-vitamin. A krómot általában felesleges külön szedni, mivel kiegyensúlyozott táplálkozás esetén elegendő jut a szervezetbe, túlzott bevitele pedig máj- és vesekárosodást okozhat. Egyes elemek túlzott fogyasztása gátolhatja mások felszívódását, ezért elsődlegesen az ásványi anyagok legjobb forrása is az élelmiszerekben keresendő.

#### Fehérjeporok, aminosavak és egyéb formulák

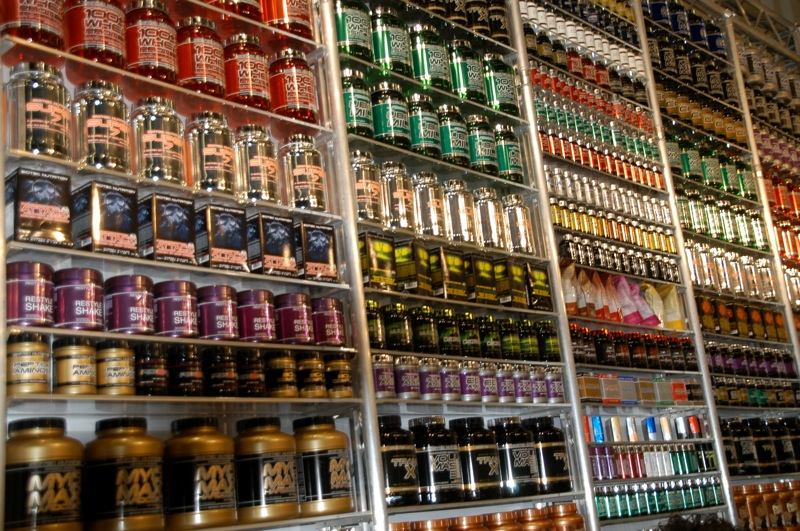
Táplálékkiegészítők testépítők számára egy sportkiállításon

A testépítők gyakran fehérjeporok segítségével egészítik ki a táplálkozásukat. Az ilyen típusú fehérjekészítmény bevitelének sok oka lehet. Ezek közé tartozik például, hogy kényelmes, edzés után vagy étkezések között gyorsan elkészíthető, nem tartalmaz szénhidrátot és zsírt, jobbára könnyen emészthető. Készülhet állati és növényi eredetű alapanyagokból. Az állati eredetű fehérjeporok általában tejsavóból készülnek és több fajtájuk is létezik (koncentrátum, izolátum, hidrolizátum), és kazeinalapú is kapható, mely lassabb felszívódású. Tojásfehérje-koncentrátum és marhafehérjepor is létezik. A növényi fehérjeporok készülhetnek szója-, rizs- vagy borsófehérjéből.
A testépítők körében a legnépszerűbb táplálékkiegészítők közé tartozik a fehérjeporok után többek között a kreatin, a glükózamin, a kondroitin, a többféle vitamint és ásványi anyagot tartalmazó összetett kapszulák, a BCAA, a glutamin, a HMB, és az omega-3. Ezen felül használnak még zsírégetőket, legális teljesítményfokozókat (például koffein, taurin), a férfiak tesztoszteronfokozó készítményeket is.
A táplálékkiegészítők hatásairól és hasznosságáról megoszlanak a vélemények. A témában elérhető kutatások is gyakran ellentmondanak egymásnak. Egyes táplálékkiegészítők hatékonynak bizonyulnak, mások gyakorlatilag placeboeffektussal bírnak csupán. A testépítőket megcélzó termékreklámok sokszor megtévesztőek vagy olyan állításokat tartalmaznak, amelyeket tudományosan nem lehet alátámasztani. Egy tanulmány azt találta, hogy a vizsgált 82 termékreklámnak csupán a 17%-a tartalmazott hivatkozást tudományos kutatásra.
Az Egyesült Államokban a táplálékkiegészítők biztonságosságát nem kell bizonyítani az Élelmiszer- és Gyógyszerfelügyelet felé, emiatt sok termék tartalmazhat illegális összetevőket vagy veszélyes adalékanyagokat. Magyarországon is csak bejelentési kötelezettsége van a gyártónak, a címkét és az adatlapot kell beszolgáltatni az Országos Gyógyszerészeti és Élelmezés-egészségügyi Intézet felé, ami alapján az intézet kockázatértékelést végez.

## Teljesítményfokozók használata

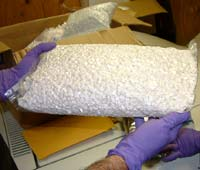
Elkobzott szteroidtabletták az Egyesült Államokban

A testépítők egy része különféle teljesítményfokozó szereket használ ahhoz, hogy elérjen egy bizonyos izommennyiséget, illetve egyéb készítményeket is alkalmaznak, például vízhajtót. Az anabolikus szteroidok mellett növekedési hormont és inzulint is használhatnak. A testépítőnők is használnak növekedési hormont, mely anélkül vezet izomnövekedéshez, hogy elférfiasodnának.
A hosszú távú szteroidhasználatnak rendkívül súlyos egészségügyi következményei lehetnek, többek között vesebetegségeket okozhat. Az 1990-es évek óta legalább nyolc testépítő halt meg fiatalon, és többen kényszerültek feladni a testépítést komoly betegség, gyakran vesebetegség következtében. Egyéb mellékhatásokkal is számolni lehet, úgy mint mellnagyobbodás (férfiaknál), akné, korai hajvesztés, a test saját tesztoszterontermelésének csökkenése, ami heresorvadáshoz vezethet.
A testépítők általában egymástól tanulják a szteroidok használatának módját. Ezek a szerek jórészt más céllal kifejlesztett gyógyszerek, teljesítményfokozóként, izomnövelőként való használatuk illegális.

### Olajinjekciók
A testépítésben a teljesítményfokozók mellett használnak úgynevezett szintolinjekciókat (Synthol), ami tulajdonképpen egyfajta, izomba fecskendezett olaj. A szintol összetevői 85% olaj (sokszor szezámolaj), 7,5% lidokain és 7,5% alkohol. A profi testépítők apróbb hibák elrejtésére, korrigálására alkalmazzák, azonban vannak olyan hobbitestépítők, akik az izomépítés helyett fecskendezik az olajat a testükbe, sokszor eltorzítva ezzel külsejüket. A nem higiénikus módon alkalmazott injekciók helyén tályogok, fertőzések, gyulladások alakulhatnak ki, és a befecskendezés helye is fájdalmassá válhat. Az olaj egy idő után felszívódik, de adalékanyagok maradhatnak hátra utána. A szintol egyéb veszélyes mellékhatásokkal is járhat, okozhat tüdőembóliát, idegkárosodást, szklerotizáló lipogranulómát, sztrókot, cisztákat és fekélyeket. Ritka esetekben operációra is szükség lehet, megakadályozandó az izmok károsodását vagy akár az életvesztést.

## Női testépítés
A női testépítés a kezdetektől fogva vegyes fogadtatásban részesült. A nőktől általában azt várja el a társadalom, hogy a „nőiesség” berögzült, elfogadott normáinak feleljenek meg, így a testük formálását is a nőiességük részének tekintik. A. J. Randall és kollégái szerint mindez a patriarchális társadalom hozadéka, mely hangsúlyozza, hogy a nőiesség létrehozásához a testet a társadalom által elvárt gendernormákhoz igazodva kell alakítani. Amikor a nők eltérnek a nemüktől elvárt szereptől, a társadalom szemében elkezdik elveszteni a nőiességüket. A testépítőnőket gyakran kritizálják a testük miatt, mivel olyan izomzatot építenek, amelyet hagyományosan a férfiassággal azonosít a társadalom. A női testépítők más téren is hátrányt szenvednek, a helyezettek rendszerint jóval kisebb díjazásban részesülnek a versenyeken, mint férfi társaik: a 2012-es Mr. Olympia például 250 000 dollárt vihetett haza, míg Ms. Olympia 28 000-et. Egyes muszlim vallású országokban, például Afganisztánban tilos a női testépítés.
Azzal kapcsolatban, hogy a női testépítés a gyakorlatban különbözik-e a férfi testépítéstől, megoszlanak a vélemények. Számos fitneszoldal, edző készít „női edzéstervet” izomépítéshez, azonban egyes sporttudósok, illetőleg neves testépítők, köztük Arnold Schwarzenegger véleménye is az, hogy a női testépítés nem különbözik a férfiakétól: „az izomsejtek nem tudják azt, hogy a gazdájuk férfi vagy nő. Reagálni fognak a progresszív súlyzós edzésre, épp úgy, ahogy a férfiak izomsejtjei”. Bár a nők sok tekintetben eltérnek a férfiaktól (testfelépítésben, izommennyiségben, az izomrosttípusok arányában, hormonálisan; mindez pedig befolyásolhatja a teljesítményt és a sérülések típusát is), az izomépítés alapvető szabályai rájuk ugyanúgy érvényesek. Mivel a nők tesztoszteronszintje alacsonyabb, így a természetes módon építhető izomzat mennyisége limitált a számukra, de az edzéseik során nem muszáj speciális „női” gyakorlatokat végezniük. Schwarzenegger szerint általában a súlyzós edzéseket végző nők edzésfelépítése azért más, mint a férfiaké, mert eltérőek a céljaik (karcsúsodás, feszesedés, bizonyos izomcsoportokra, például a fenékre, lábra való összpontosítás). A testépítőnők végezhetnek a testépítő férfiakkal megközelítőleg azonos gyakorlatokat; a magasabb ösztrogénszint miatt azonban nekik több kardiógyakorlatra lehet szükségük a zsírvesztéshez, mint a férfiaknak.

## Versenyzés

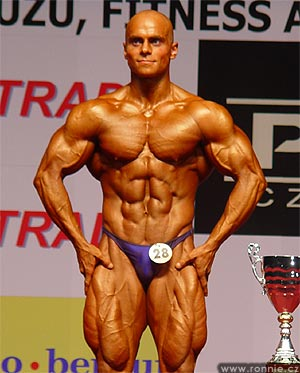
A „csupa izom póz” egy variációja

A testépítőversenyeken a versenyzők arra törekszenek, hogy esztétikailag kellemes látványt nyújtsanak, izomzatuknak szimmetrikusnak, kiegyensúlyozottnak, harmonikusnak kell lennie. A férfiaknak és a nőknek egyaránt kötelező pózokat kell bemutatni a bírók előtt, amelyek alapján értékelik az izomzatukat. Különféle hibákat is keresnek, úgymint alkati hibák (szűk váll, szűk medencecsont; széles csípő, széles váll), testi hibák (rövid felsőtest, hosszú láb; rövid láb, hosszú felsőtest; hosszú törzs, rövid végtagok, nagy fej; rövid törzs, hosszú végtagok), arányossági hibák (például széles hátizom fejletlensége, combizmokhoz képest gyenge vádli stb.), kisebb hibák az izomzatban (pl. rövid bicepsz), illetve kidolgozottsági hibák. A bírók ezeket leginkább akkor veszik figyelembe, amikor nehéz dönteni két vagy több versenyző között. A bemutatandó kötelező pózok férfiaknál: páros bicepsz elölről, széles hátizom elölről (mell és csípő), mellkas oldalról (oldalsó bicepsz, tetszőleges oldalról), páros bicepsz hátulról, széles hátizom hátulról (hát és csípő), tricepsz (tetszőleges oldalról), comb- és hasizmok, valamint a „csupa izom póz” (most muscular). A nők esetében: páros bicepsz elölről, mellkas oldalról (oldal bicepsz, tetszőleges oldalról), páros bicepsz hátulról, tricepsz (tetszőleges oldalról), comb- és hasizmok.
Az előválogató során minden versenyzőt kihívnak és egyenként értékelnek, valamint egymás ellen is kihívják őket, összehasonlításhoz. Ezt követi a döntő, melynek végén egy úgynevezett „posedown” zajlik, ahol a versenyzők egy sorba állva azonos pózokat mutatnak be. Ez már nem tartozik az értékeléshez.

### Felkészülés
A testépítő versenyzők az év nagy részében („offszezonban”) a tömegnövelésre („tömegelés”, bulking), azaz az izomépítésre koncentrálnak, amikor több tápanyagot visznek be a szervezetbe, mint amennyi az alapvető feladatok ellátásához szükséges, hogy elősegítsék az izmok növekedését az edzések során. Ebben az időszakban rengeteg vizet is isznak a versenyzők, akár napi nyolc litert is. A verseny előtt 12-14 héttel arra koncentrálnak, hogy minél több testzsírtól megszabaduljanak, úgy, hogy közben lehetőleg ne veszítsenek izmot. Ez a szálkásítás (cutting) folyamata, melyet megfelelő étrenddel lehet elérni, kalóriadeficitben. A versenyt megelőző pár napban fokozatosan elvonják a vizet, akár vízhajtókkal is, hogy az izomrostok jól láthatóvá váljanak. Közvetlenül a verseny előtt következik az úgynevezett „feltöltés”, amikor nagy mennyiségű, szénhidrátban dús ételt fogyasztanak. A feltöltést megelőzően szinte teljesen megvonják maguktól a szénhidrátot, így feltöltéskor a mennyisége „hirtelen” növekszik meg, a kiürült glikogénraktárakat visszatöltve az izmokban, lehetőséget adva arra, hogy az izmok teltebbnek tűnjenek színpadra lépéskor. Verseny előtti feltöltéskor a versenyzők már nem edzenek, hogy megakadályozzák a feltöltött szénhidrát felhasználását. A színpadra lépés előtt a versenyzőket barnítókrémmel kenik be vagy fújják le, ami jobban láthatóvá teszi az izmokat. Léteznek több napon át alkalmazandó barnítók is. Általában olajjal is bekenik a bőrt, hogy fényesebb legyen. A verseny előtt közvetlenül a versenyzők még „pumpálnak” (pump up), azaz gyorsan könnyebben edzenek, hogy vért pumpáljanak az izmokba.

### Versenyek és kategóriák

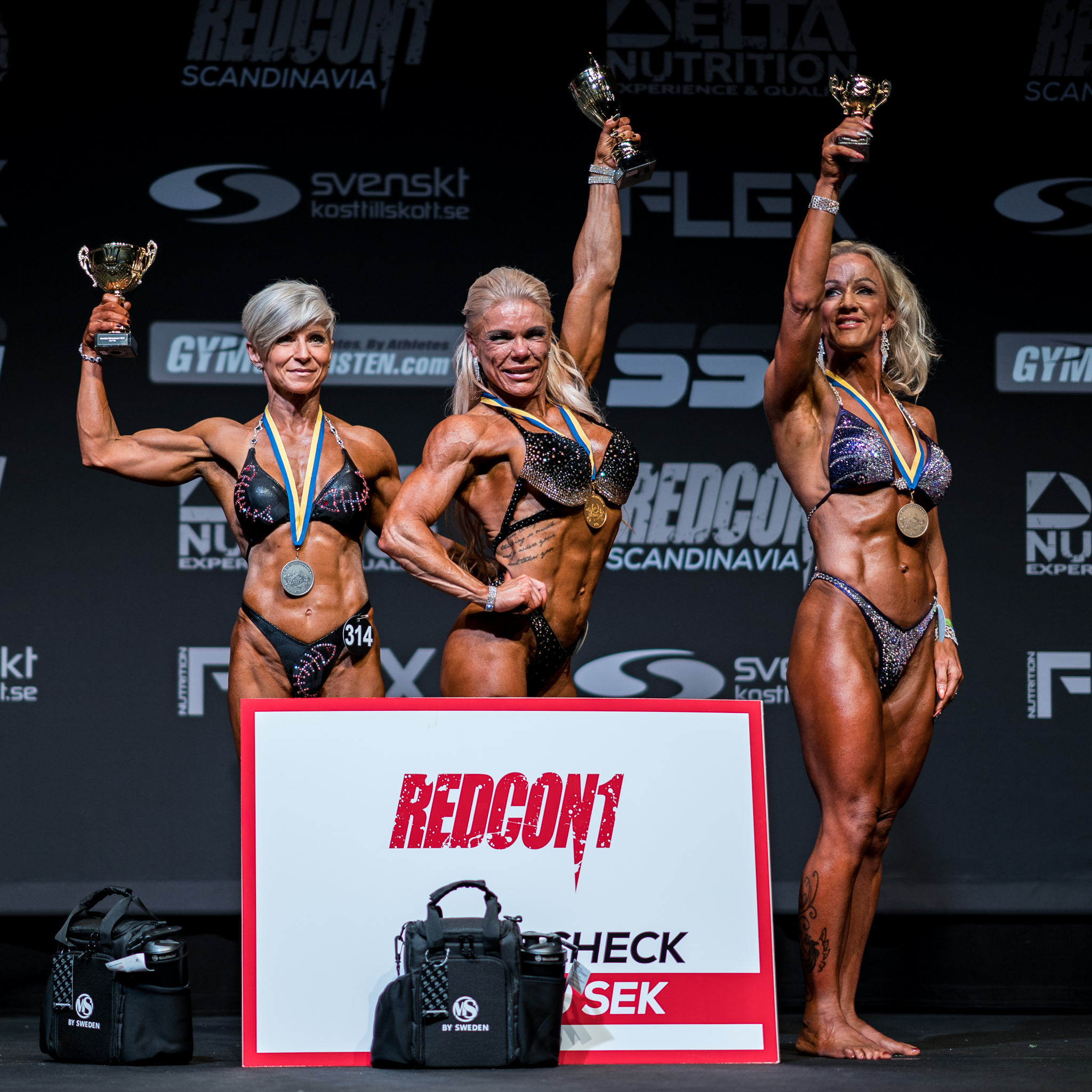
A Women's Physique kategória helyezettjei egy 2019-es svédországi versenyen

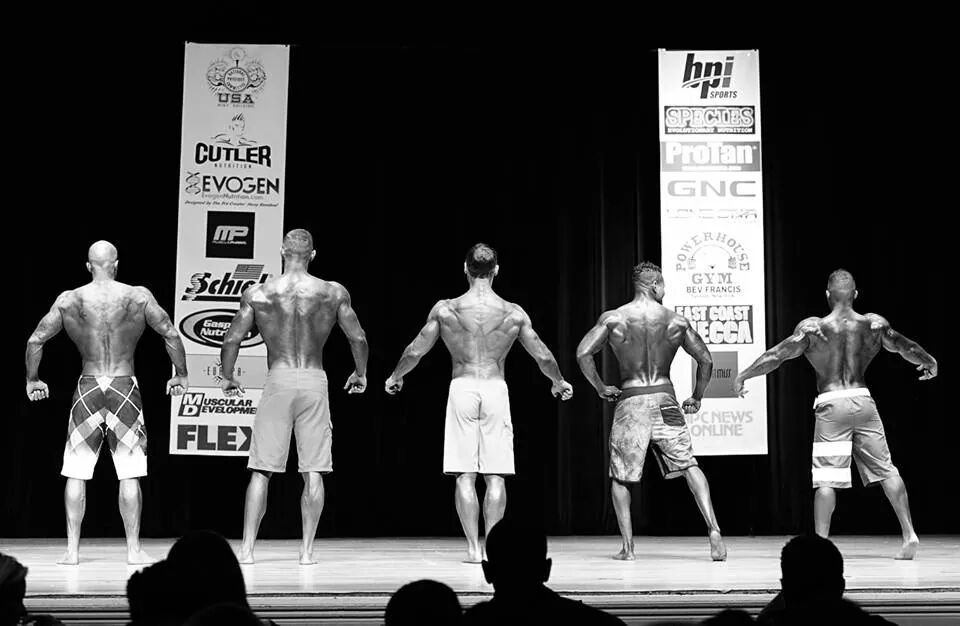
Szenior Men's Physique-versenyzők 2014-ben az NPC bajnokságában

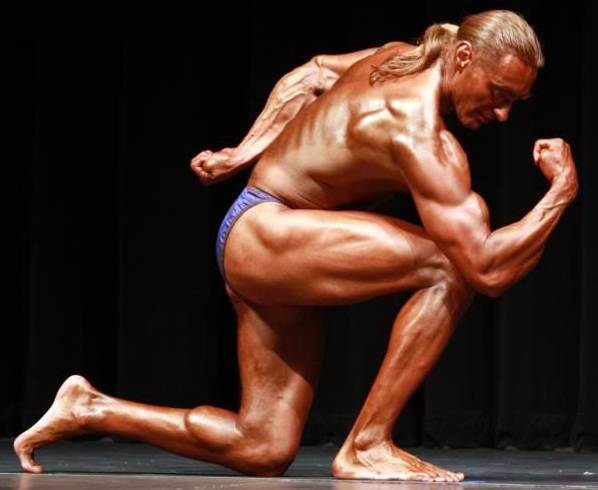
Naturál testépítő pózol

A versenyeket szervező három legnagyobb szövetség a Testépítők Nemzetközi Szövetsége (IFBB; amatőr és profi versenyek), a National Physique Committee (NPC; amatőr versenyek) és a National Amateur Bodybuilding Association (NABBA; amatőr és profi versenyek). Az IFBB legjelentősebb versenyei közé tartozik a Mr. Olympia, és az Arnold Classic, az NABBA pedig a Mr. és Ms. Universe-versenyt szervezi, melynek egykor Arnold Schwarzenegger is a győztese volt. Magyarországon is több versenyt rendeznek, az IFBB Testépítő és Fitness Magyar Bajnokság mellett a legjelentősebb verseny a Superbody.
A testépítésben megkülönböztetnek amatőr és professzionális versenyeket. A professzionális versenyekre való bekerüléshez bizonyos feltételeket kell teljesíteni, meg kell szerezni az úgynevezett „profi kártyát”. Az Egyesült Államokban ennek menete, hogy a versenyzőnek az NPC Észak-Amerikai Bajnokságába, a Nemzeti Bajnokságba vagy az USA Bajnokságba kell bejutnia, amihez a kvalifikációs versenyeken az első öt helyezett között kell lennie. Az adott bajnokság szabályai szerint vagy a súlycsoportgyőztesek vagy bizonyos kategóriák győztesei kaphatnak profi kártyát. Európában és a világ többi részén a nemzeti versenyek győztesei kvalifikálnak olyan megmérettetésekre, mint az Európa-bajnokság, a világbajnokság vagy az Arnold Sports Festival, ahol profi kártyát szerezhetnek. A profi versenyek győztesei automatikusan kvalifikálnak a a Mr. Olympiára, a 2–5. helyezettek pedig pontokat szereznek, és a szezon végén a legtöbb pontot szerzett öt versenyző jut be a Mr. Olympiára.
A kategóriáknak általában van junior és szenior verziója is. Általában súlycsoportok szerint versenyeztetnek, de léteznek úgynevezett „open” súlycsoportok is, ahol nincs meghatározva a versenyzők súlya. Nem minden kategória kerül megrendezésre az összes versenyen, mindig a jelentkezők számától függ, hogy egy kategóriát elindítanak-e. Általában öt fő alatt nem indítanak kategóriát, ilyen esetekben, ahol lehet, összevonják ezeket.
Az IFBB a következő kategóriákat teszi lehetővé a férfi versenyzők számára: testépítés, Men's Classic Bodybuilding (klasszikus testépítés, „kevésbé izmos, de atletikus és esztétikailag kellemes látványt nyújtó fizikum”), Men's Classic Physique, Men's Physique, Men's Fitness, Athletic Fitness, Men's Fit Model, valamint Men's Wheelchair Bodybuilding (kerekesszékes testépítőknek). A nők a következő kategóriákban indulhatnak: Athletic Fitness, Body Fitness, Women's Physique, Women's Bikini Fitness, Women's Fitness, Women's Wellness és Women's Fit Model.
A profi versenyek kategóriáinak hasonló az elnevezése az amatőr versenyekéhez, de nem rendezik meg az összest. A profi kategóriák a férfiak számára a következők: testépítés, Classic Physique, Men’s Physique; a nők számára: Women Bodyfitness, Women’s Bikini-Fitness, Women Fitness, Women’s Physique, Women’s Wellness Fitness.

### Naturál testépítés
A teljesítményfokozók és szteroidok nélkül véghezvitt testépítés egyre népszerűbbé válik. Számos országban alakultak szövetségek, és rendeznek versenyeket, ahol kifejezetten az úgynevezett „naturál” testalkatot részesítik előnyben. Ezeknek a versenyeknek általában saját szabályaik vannak, és végeznek valamilyen doppingkontrollt is, például vizeletvétellel vagy hazugságvizsgálattal. A doppingszert használókat szankciókkal (eltiltás, pénzbírság) sújtják. A naturál testépítés célja, hogy egy elérhetőbb, esztétikus testalkatot népszerűsítsenek, a sokszor extrém izomzattal rendelkező profi testépítőkkel szemben. A legnagyobb naturál szervezetek közé tartozik a MuscleMania, az Ultimate Fitness Events (UFE), a World Natural Bodybuilding Federation (WNBF) és az International Natural Bodybuilding Association (INBA).

## A testépítés a filmvásznon
A testépítésről számos dokumentumfilm készült, az 1977-ben megjelent Acélizom (Pumping Iron) például az 1975-ös Mr. Universe és Mr. Olympia versenyek kapcsán követte nyomon több testépítő felkészülését és versenyzését, köztük Arnold Schwarzeneggerét is. A film kasszasiker lett, és a testépítés ennek köszönhetően bekerült a köztudatba. 1985-ben Pumping Iron II: The Women címmel készült folytatás hozzá, mely a női testépítés kulisszatitkaiba vezette be a nézőket. 2013-ban a Generation Iron Phil Heath és Kai Greene összecsapását mutatta be, a 2015-ös The Perfect Physique pedig a Physique-kategóriában versenyzőkre összpontosított. Dokumentumfilmeken túl játékfilmek is készültek, például a Maradj éhen! (Stay Hungry) 1976-ban vagy a The Hustler of Muscle Beach című 1980-as tévévígjáték.
Dokumentumfilmek
- Acélizom (Pumping Iron) (1977, amerikai)
- Pumping Iron II: The Women (1985, amerikai)
- Supersize She (2004, brit)
- The Bodybuilder and I (2007, amerikai)
- Pumping Ercan (2012, német)
- Generation Iron (2013, amerikai)

Játékfilmek
- So You Want to Be a Muscle Man (1949, amerikai)
- Muscle Beach Party (1964, amerikai)
- Maradj éhen! (Stay Hungry) (1976, amerikai)
- The Hustler of Muscle Beach (1980, amerikai)
- No Pain, No Gain (2005, amerikai)
- Pain & Gain (2013, amerikai)
- Bodybuilder (2014, francia)
- Én, Thor (I Am Thor) (2015, amerikai–kanadai–finn–svéd)
- Bigger (2018, amerikai)

Televíziós sorozatok
- Swole-Mates (2017, amerikai)

## Fordítás
- Ez a szócikk részben vagy egészben  a   Bodybuilding című angol Wikipédia-szócikk fordításán alapul.  Az eredeti cikk szerkesztőit annak laptörténete sorolja fel. Ez a jelzés csupán a megfogalmazás eredetét és a szerzői jogokat jelzi, nem szolgál a cikkben szereplő információk forrásmegjelöléseként.